# Ferdinand Sauerbruch
Ferdinand Sauerbruch, nemški zdravnik in izumitelj, * 3. julij 1875, Barmen, † 2. julij 1951, Berlin.
Sauerbach je študiral medicino na Univerzi v Marburgu, v Greifswaldu, v Jeni in v Leipzigu, kjer je leta 1902 diplomiral.
Med prvo svetovno vojno je deloval kot vojaški zdravnik, kjer je izumil več novih protez.
Po vojni, med letoma 1918 in 1927, je poučeval na Univerzi v Münchnu, med letoma 1928 in 1949 pa v Charité.
Izumil je tudi sauerbruchovo komoro.